# Dubai (stad)
Dubai (arabiska: دبي, Dubayy) är en emirathuvudstad i Förenade Arabemiraten. Den ligger i emiratet Dubai, i den norra delen av landet, 100 km nordost om huvudstaden Abu Dhabi. Antalet invånare är 2 705 340.
Staden Dubai ligger i emiratets nordligaste del och har den överlägset största befolkningen i Förenade Arabemiraten, nästan dubbelt så stor som staden Abu Dhabi. Omkring tre fjärdedelar av stadens befolkning är män, beroende på det stora antalet manliga gästarbetare. Dessa har väsentligt sämre livsvillkor och löner än medborgarna.
Staden är uppbyggd på båda sidor om Dubaiviken med stadsdelen Deira på dess norra sida och Bur Dubai på dess södra. Staden byggs ut i snabb takt sydväst och bebyggelsen täcker idag en sträcka på cirka 35 kilometer utefter kusten, mellan Sharja i nordost och Jebel Ali i sydväst, och knappt 10 kilometer in i landet. Bland stadens övriga delar är Satwa, Jumeirah, Umm Suqeim, Barsha, Business Bay, Dubai Internet City och Dubai Marina de största och mest välkända.
Dubai blev i november 2013 tilldelat världsutställningen Expo 2020 av Bureau International des Expositions.

## Infrastruktur

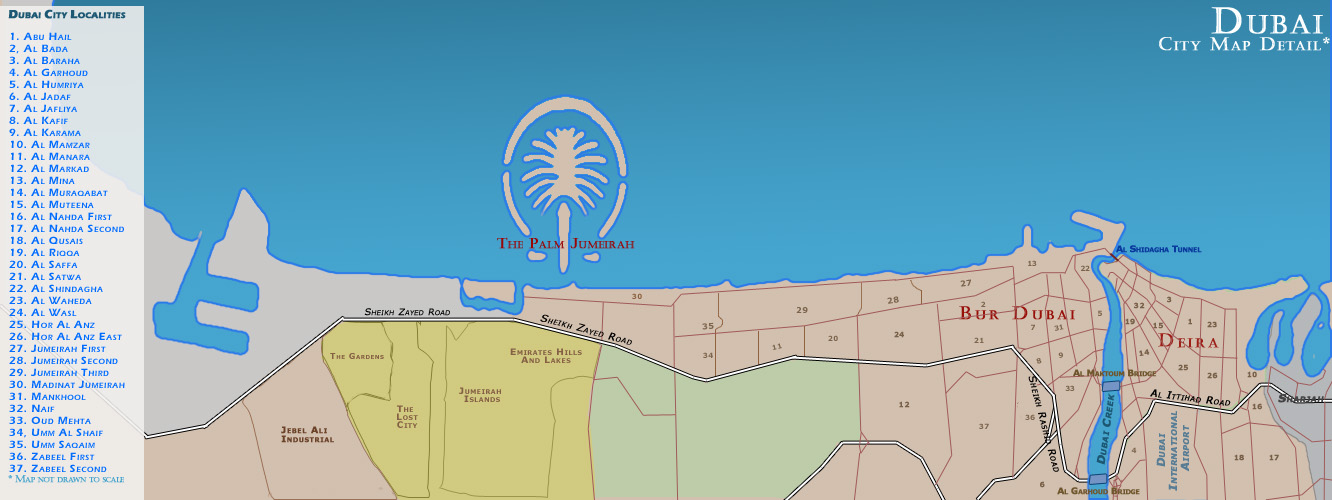
Stadsdelar i Dubai, 2008.

Dubai beräknades ha över 30 skyskrapor med en höjd på över 300 meter år 2012 och ett mål var att Förenade Arabemiraten skulle ha kapacitet för 11 miljoner invånare år 2015. 
Några anmärkningsvärda byggnader och konstruktioner i Dubai är:
- Världens tre högsta hotell Burj Al Arab (321 meter), Rose Tower (333 meter) och Gevora hotel (356 meter)
- Världens högsta byggnad, Burj Khalifa (828 meter)
- En av världens största inomhusskidbackar, Ski Dubai i Mall of the Emirates, som är 400 meter lång och 85 meter hög
- Världens största konstgjorda landmassor i havet: Palm Jumeirah (5 kilometer lång), Palm Jebel Ali (7,5 kilometer lång). Byggandet pågår av Palm Deira, som kommer att bli 12,5 kilometer lång
- Ett av världens största shoppingcenter, Dubai Mall

## Sport
I Dubai ligger hästkapplöpningsbanan Meydan Racecourse, som sedan 2010 ersatte Nad Al Sheba Racecourse.